# Sphingonotus ganglbaueri
Sphingonotus ganglbaueri är en insektsart som beskrevs av Krauss 1907. Sphingonotus ganglbaueri ingår i släktet Sphingonotus och familjen gräshoppor. Inga underarter finns listade i Catalogue of Life.